# Donna Theodore
Donna Glory Theodore (Pleasanton, 25 luglio 1941 – Palm Desert, 16 giugno 2024) è stata un'attrice statunitense.

## Biografia
Nata e cresciuta in California, si affermò durante gli anni sessanta esibendosi in alcuni dei maggiori night club dell'epoca, tra cui il Copacabana. Nel 1975 esordì a Broadway nel musical Shenandoah, per cui vinse il Theatre World Award, il Drama Desk Award e ottenne una candidatura al Tony Award alla miglior attrice non protagonista in un musical. Durante gli anni Settanta e Ottanta recitò regolarmente in televisione, apparendo in oltre cinquanta episodi di The Tonight Show e diventando la prima interprete del ruolo di Kitty Merrit nella soap opera Aspettando il domani.
Si sposò nel 1994 con Don Martin.